# Jan Zygmunt Waza
Jan Zygmunt Waza (ur. 6 stycznia 1652 w Warszawie, zm. 20 lutego 1652 w Warszawie) – królewicz polski, syn Jana II Kazimierza i Ludwiki Marii Gonzagi.

## Życiorys
W przekazach źródłowych pojawia się informacja, jakoby syn Jana II Kazimierza nazywał się Karol Ludwik. Powszechnie jednak przyjmuje się na podstawie napisu umieszczonego na trumnie królewicza, iż nosił on imiona Jan Zygmunt. Już przed narodzinami Jana Zygmunta jego rodzice zdecydowali, iż będzie on przez dwa lata chodzić w habicie karmelitów bosych. Jan Zygmunt Waza zmarł jednak miesiąc po narodzinach, pogrążając swoich rodziców w głębokiej rozpaczy. Jedyny syn króla polskiego Jana Kazimierza został pochowany w Krypcie Wazów w Grobach Królewskich na Wawelu.